# Онтур
Онтур (ісп. Ontur) — муніципалітет в Іспанії, у складі автономної спільноти Кастилія-Ла-Манча, у провінції Альбасете. Населення — 2318 осіб (2010).
Муніципалітет розташований на відстані близько 270 км на південний схід від Мадрида, 50 км на південний схід від Альбасете.

## Демографія
Динаміка населення (INE ):

## Галерея зображень
- Розташування муніципалітету у провінції Альбасете